# Таврські гори (Місяць)

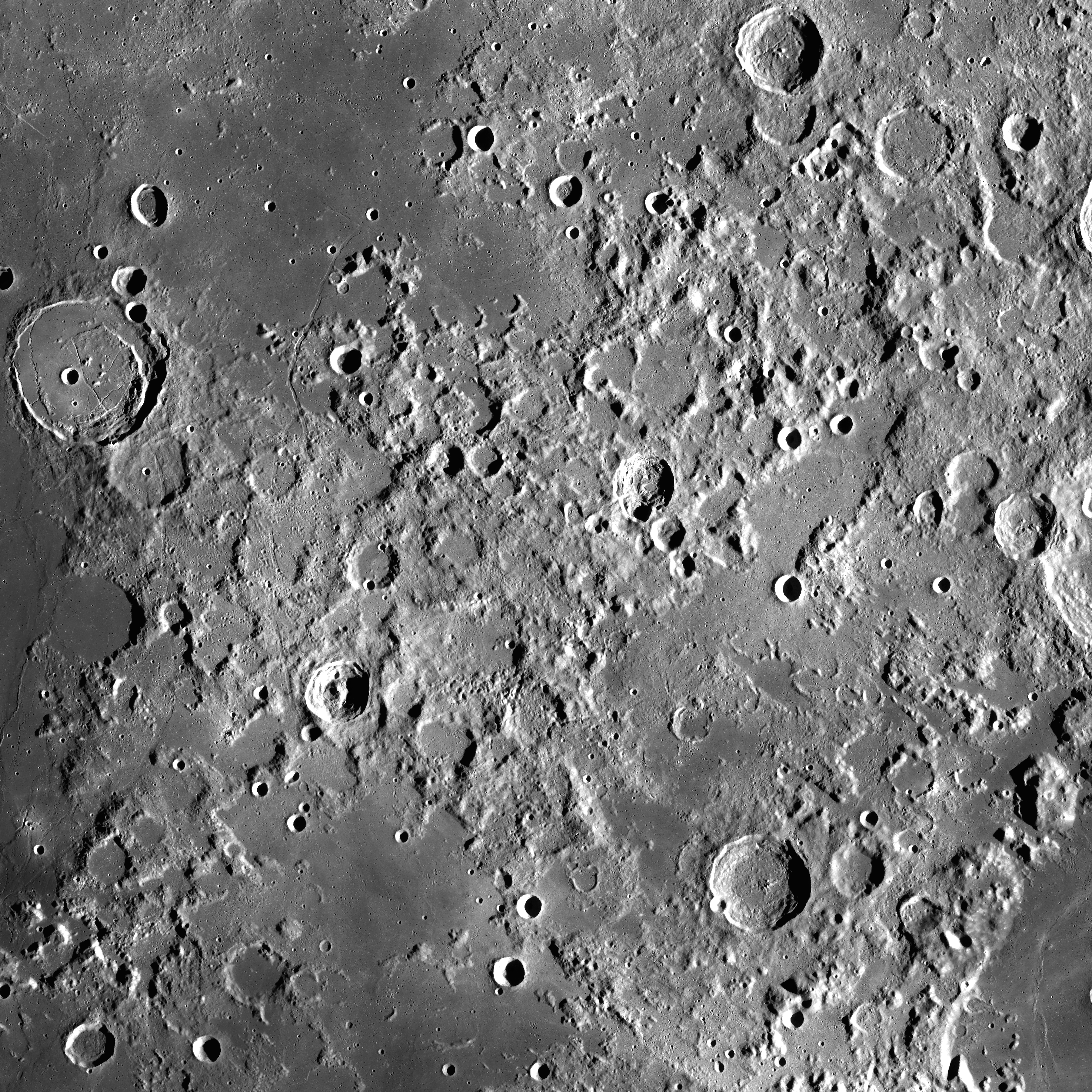
Таврські гори — біля центру. Праворуч унизу — Море Криз, ліворуч — Море Ясності; ліворуч угорі — Озеро Сновидінь, нижче центру — Затока Любові та Озеро Справедливості. Ширина зображення — 700 км.

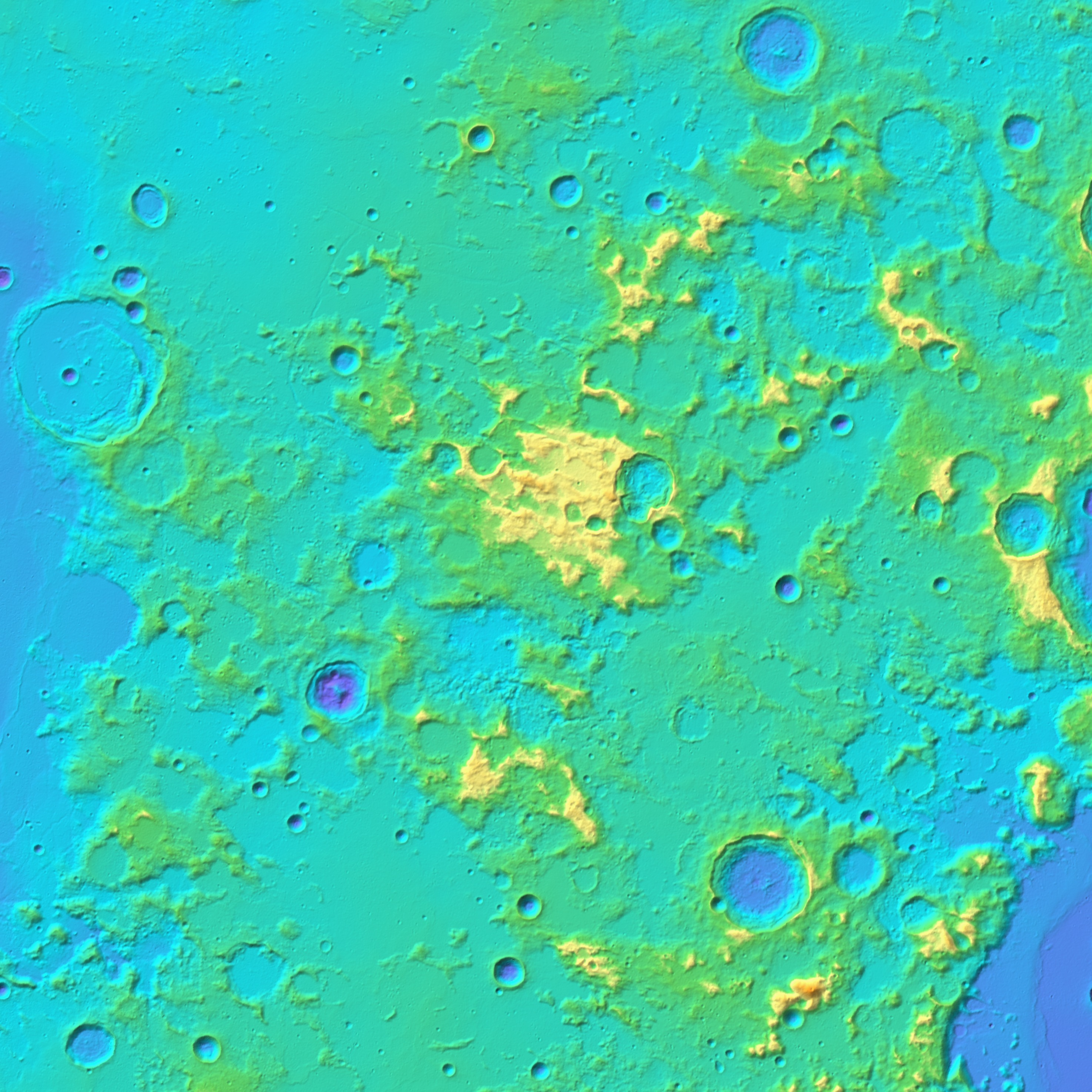
Карта висот цієї ж місцевості (жовте — височини, синє — низовини)

Таврські гори (лат. Montes Taurus) — хаотична гірська область на видимому боці Місяця, на схід від Моря Ясності.
Ці гори значно менш виразні та примітні, ніж інші найменовані місячні гірські системи. Це не яскраво виражений хребет чи масив, а просторе узвишшя без чітких меж. Вони складені породами, викинутими при імпакті, що створив басейн Моря Ясності, та більш глибокими породами, викинутими раніше при утворенні басейну Моря Криз. Найбільшої висоти гори досягають між кратерами Кірхгоф та Ньюкомб (29°54′ пн. ш. 40°55′ сх. д. / 29.90° пн. ш. 40.91° сх. д.): 5,0–5,2 км над поверхнею Моря Ясності та 2,23 км над місячним рівнем відліку висот).

## Назва
Ці гори названо ім'ям Таврських гір у південній Туреччині. На карті Місяця воно з'явилася завдяки Яну Гевелію, який давав місячним горам імена земних. Однак у нього ця назва (у вигляді Mons Taurus — «гора Тавр») стосувалася зовсім іншого об'єкту (яскравого променя, що тягнеться від кратера Тихо на схід). Об'єкт цієї статті у Гевелія, що поставив у відповідність регіонам Місяця регіони околиць Середземномор'я, відповідав Криму і був позначений Taurica Chersonnesus. Наступні картографи Місяця стали називати його Taurus («Тавр»), і 1935 року цю назву затвердив Міжнародний астрономічний союз. На початку 1960-х років їй було надано латинізованого вигляду Montes Taurus («гори Тавр»).

## Розташування
Межі Таврських гір з усіх боків доволі розмиті. Умовно їх проводять на 24° та 30° пн.ш. і 37° та 43° сх.д.. У ширшому розумінні гори простягаються від кратера Посидоній на північному заході до кратера Макробій на південному сході. На північному заході гори межують із Озером Сновидінь, на півдні — з Затокою Любові Моря Спокою, на південному сході — з Озером Справедливості. До найбільших кратерів в районі Таврських гір належать, окрім згаданих, Лемоньє, Шакорнак, Ремер та Ньюкомб.

## Посадки космічних апаратів
Біля Таврських гір, в долині Тавр-Літтров, здійснив посадку місячний модуль «Аполлона-17» — останній на 2015 рік пілотований апарат, що побував на Місяці.